# Фрјола (Виченца)
Фрјола је насеље у Италији у округу Виченца, региону Венето.
Према процени из 2011. у насељу је живело 628 становника. Насеље се налази на надморској висини од 60 м.